# Flenörtsgeting
Flenörtsgeting (Symmorphus gracilis) är en stekelart som först beskrevs av Gaspard Auguste Brullé 1832. Enligt Catalogue of Life ingår flenörtsgeting i släktet vedgetingar och familjen Eumenidae, men enligt Dyntaxa är tillhörigheten istället släktet vedgetingar och familjen getingar. Enligt den finländska rödlistan är arten nära hotad i Finland. Arten är reproducerande i Sverige. Artens livsmiljö är kulturmarker och andra av människan skapade miljöer. Utöver nominatformen finns också underarten S. g. libanicus.